# 东川当归
东川当归（学名：Angelica duclouxii）是伞形科当归属的植物，是中国的特有植物。分布于中国大陆的云南等地，目前尚未由人工引种栽培。